# シベルチ山

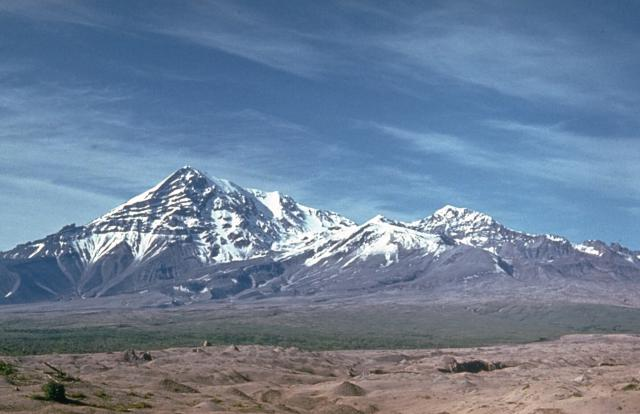
Shiveluch

シベルチ山（シベルチさん、ロシア語: Шивелуч）とは、ユーラシア大陸のカムチャツカ半島に存在する活火山である。なお、シベルチ (Shiveluch) は、Sopka ShiveluchやSheveluch (Шевелуч) などと呼ばれることもあるものの、本稿では以降、シベルチ山に統一する。

## 概要
シベルチ山はカムチャッカ半島に存在する成層火山である。なお、2007年時点の山頂の標高は3,283mだった。
しかし、山頂噴火が多く、しかも溶岩ドームを形成することの多いタイプの活火山であり、
このため、山頂の標高はたびたび変化するため、この山頂の標高はあくまで目安である。事実、その後山頂の標高は、3,307mに変化した。
現在のシベルチ山の山体は、主に3つの部分から成っている。かつて、ここには古シベルチ山 (Старый Шивелуч) という成層火山が存在しており、現在はそれがカルデラとなって残っている。そしてその上に、現在も活動を続けている新シベルチ山 (Молодой Шивелуч) が、約2,800mの高さで存在している。
この新シベルチ山も成層火山であり、火山性の噴出物が幾重にも重なって形成されたものである。
そして、その上に新しく火山性の噴出物が積もったり、溶岩ドームが形成されたりして、現在の標高になっている。

## 噴火の歴史
シベルチ山は成層火山であり、たびたび噴火を繰り返してきたことが知られている。現在のシベルチ山は、6万年前から7万年前くらいに形成が始まったとされており、完新世の間に規模の大きな噴火だけで、少なくとも60回は噴火してきたと見られている。
この期間のうち、非常に火山活動が活発だった時期としては、紀元前6500年〜紀元前6400年頃、紀元前2250年〜紀元前2000年頃、西暦50年〜西暦650年頃だったと考えられている。なお、この火山活動の極大期は、カムチャッカに存在する火山群全てに当てはまる、つまり、カムチャッカに存在する火山群の火山活動は、この頃どれも活発化していたと見られている。現在もシベルチ山は活火山として活動しているわけだが、この現在も続いている火山活動が始まったのは、紀元前900年頃だと言われており、その後、西暦50年〜西暦650年頃に活動の極大期を迎えて、現在まで活火山として活動し続けていると見られている。この紀元前900年から後は、だいたい50年から400年の間隔で中規模から大規模の噴火を繰り返してきたとされる。
シベルチ山の噴火の文字記録が残っている中で、大規模な噴火が起こったのは、1854年と1956年である。現在のシベルチ山は、噴火の際は、溶岩流が発生するのではなく、溶岩ドームを形成し、それが崩壊することで火砕流をたびたび発生させている。そして、この時も溶岩ドームを形成しては、それが崩壊するといったことが起こったのだが、これによって飛散した火山灰などによって周辺住民の生活に大きな影響が出た。
シベルチ山はその後も大小あわせ噴火がたびたび起こっている。2011年現在、シベルチ山に最も近い集落は約50km離れた場所に存在しているが、もしも大規模な噴火が起こった場合には、ここの住民は速やかに避難する必要があるとされている。
2013年10月19日朝、火山灰が7500メートルに達する噴火が確認された。2023年4月10日夜には大規模な噴火が確認された。尚、噴煙も2万メートルに達した。
この噴火に伴う火砕流は最大で19km先まで到達し、約20万トンの二酸化硫黄が放出された。
2024年8月18日、噴火。